# Fischteiche (Darmbach)
Die Fischteiche sind kleine, künstliche Stillgewässer in Darmstadt, Hessen.

## Geographie
Die Fischteiche befinden sich im Darmstädter Ostwald, zwischen Darmstadt, Traisa und Roßdorf.
Die Teichanlage ist insgesamt ca. 350 m lang und ca. 100 m breit.

## Geschichte und Beschreibung
Die Fischteiche wurden in den Jahren 1956 bis 1959 – unter Beteiligung amerikanischer Pioniereinheiten – vom Anglerverein Darmstadt in Selbsthilfe angelegt.
Am Ostrand der Teichanlage wurde das Ausflugslokal „Fischerhütte“ errichtet.
Die Fischteiche liegen im Waldgewann „Der Pfarrwinkelfleck“.
Gespeist wird die Teichanlage vom Darmbach.
Entwässert werden die Fischteiche ebenfalls durch den Darmbach.
Im Jahre 1988 wurde die aus Holz erbaute „Fischerhütte“ durch zwei Brandstiftungen zerstört.
Der Wiederaufbau erfolgte in Massivbauweise.
Die Wiedereröffnung fand im Mai 1990 statt.

## Varia
Der Anglerverein Darmstadt wurde am 18. September 1918 gegründet.
Angelreviere waren der Altrhein und der Rhein.
Im Jahre 1931 kam die Grube Prinz von Hessen als eigenes Angelgewässer dazu.
Nach dem Zweiten Weltkrieg begann der Neuaufbau des Anglervereins.